# Ngambo Musole
Petronella Ng’ambo Musole (* 26. Juli 1998 im Distrikt Mongu) ist eine sambische Fußballtorhüterin.

## Karriere

### Verein
Zumindest 2014 war Musole für Chiparamba Breakthrough aktiv. Im Jahr 2021 spielte sie für ZESCO United. Irgendwann danach musste sie ihre Karriere aufgrund von familiären Verpflichtungen pausieren. Seit Februar 2023 steht sie bei den Green Buffaloes unter Vertrag.

### Nationalmannschaft
Mit der sambischen U17 nahm sie im Jahrgang 1998 an der Weltmeisterschaft 2014 teil. Dort kam sie jedoch in keinem Spiel zum Einsatz.
Bei der sambischen A-Nationalmannschaft war sie Teil des Kaders beim Olympiaturnier der Spiele 2020 und wurde hier beim Gruppenspiel gegen Brasilien in der 18. Minute für die verletzte Hazel Nali eingewechselt. Nur eine Minute später musste sie das per Freistoß verwandelte 0:1 durch Andressa Alves hinnehmen. Im Februar 2022 bekam sie dann noch einmal einen Kurzeinsatz bei einem Freundschaftsspiel.